# تیم ملی فوتبال زنان سوریه
تیم ملی فوتبال زنان سوریه (عربی: منتخب سوريا لكرة القدم للسيدات) نماینده فوتبال زنان این کشور در رده ملی است و تحت نظارت فدراسیون فوتبال سوریه قرار دارد.